# Mirizir Corona
Mirizir Corona est une corona, formation géologique en forme de couronne, située sur la planète Vénus par -66,4° S et 185° E. Elle est localisée dans le quadrangle de Barrymore. Elle a été nommée en référence à Mirizir, Kassitan (Babylonia) earth and fertility goddess. 

## Géographie et géologie
Mirizir Corona couvre une surface circulaire d'environ 70 km de diamètre. 